# Grasberge
Grasberge ist eine traditionelle Bezeichnung für Berggruppen mit weichen Gesteinen, die meist bis zum Gipfel Grashänge aufweisen. In der Landschaftsgeografie werden Berge mit einem ortstypischen grasartigen Bewuchs, der sich vor allem auf tonreichen Sedimentgesteinen (zum Beispiel Mergelstein) und deren schwachmetamorphen Umwandlungsgesteinen (zum Beispiel Metapelite der Grauwackenzone) gut entwickelt, als Grasberge bezeichnet. 
Hauptsächlich wird der Ausdruck für einige Gebirgsgruppen der Ostalpen verwendet, nämlich
- die Allgäuer Alpen (Bayern/Tirol),
- die Kitzbüheler Alpen (Salzburg/Tirol) und
- die Dientener Berge (Salzburg).

Für die Fortbewegung in steilen Flanken von Grasbergen kommt eine spezielle Form des Kletterns zur Anwendung, das Grasklettern.

## Bilder von Grasbergen

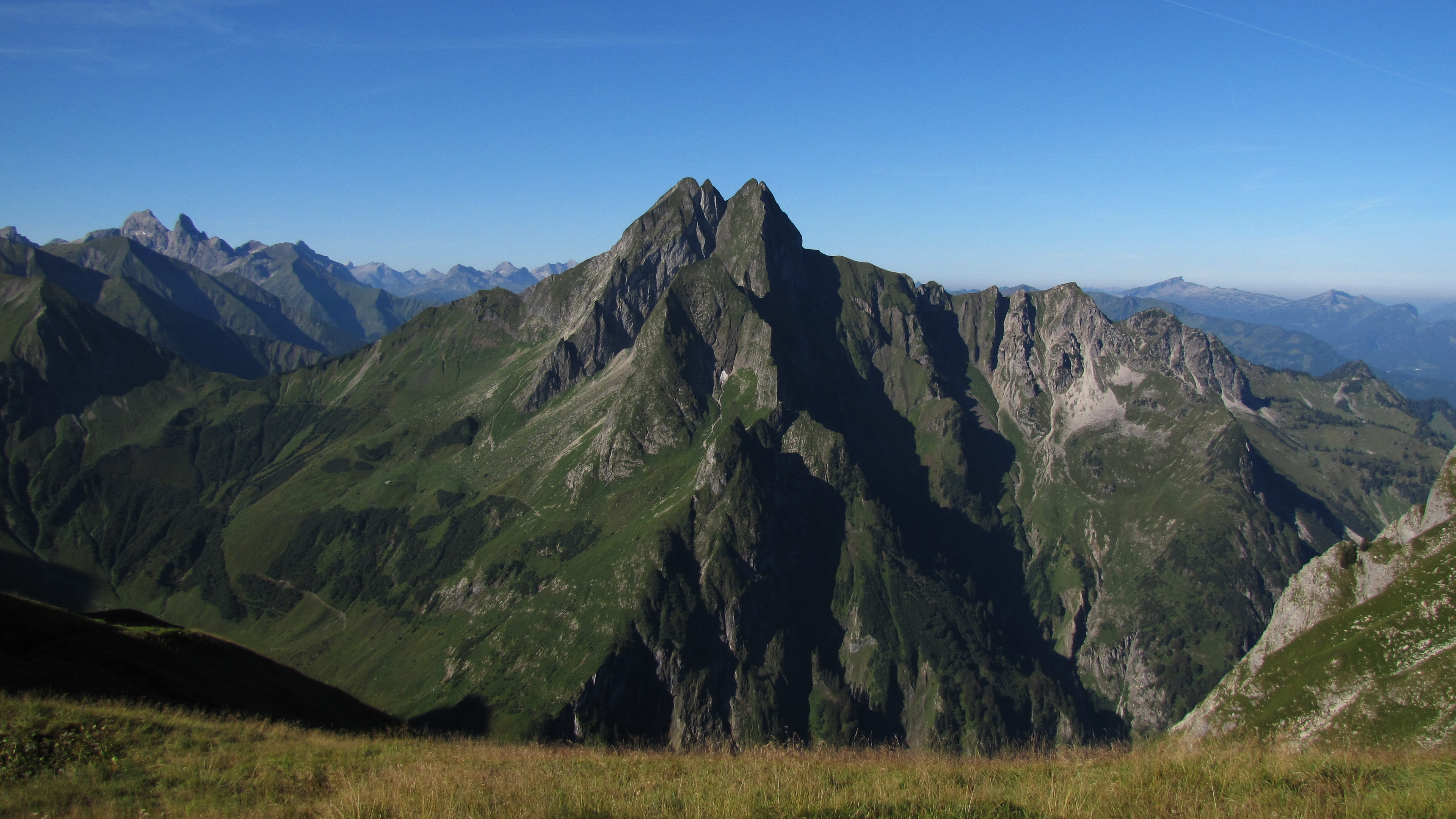
Höfats (Allgäuer Alpen, 2259 m)
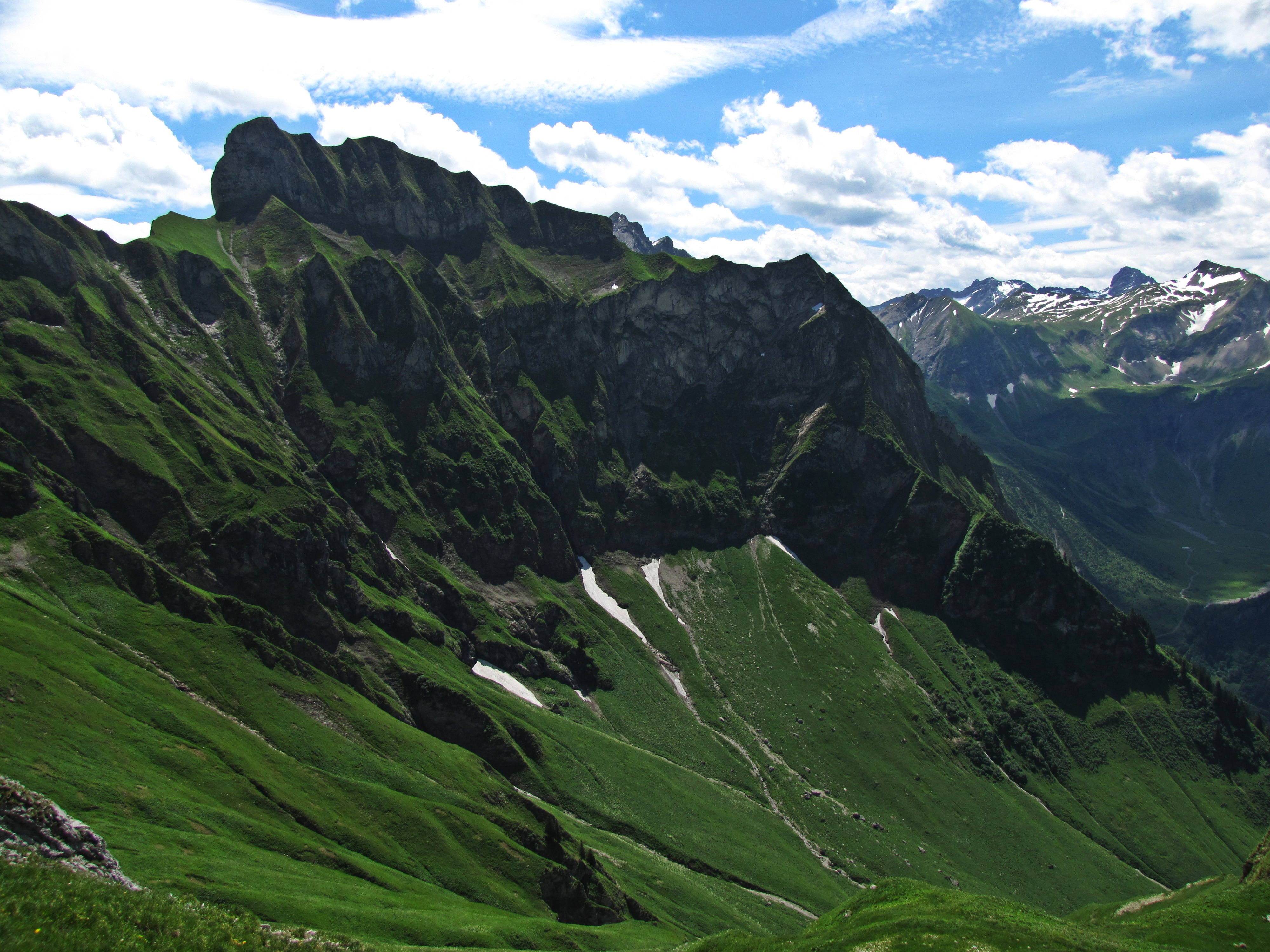
Schneck (Allgäuer Alpen, 2268 m)
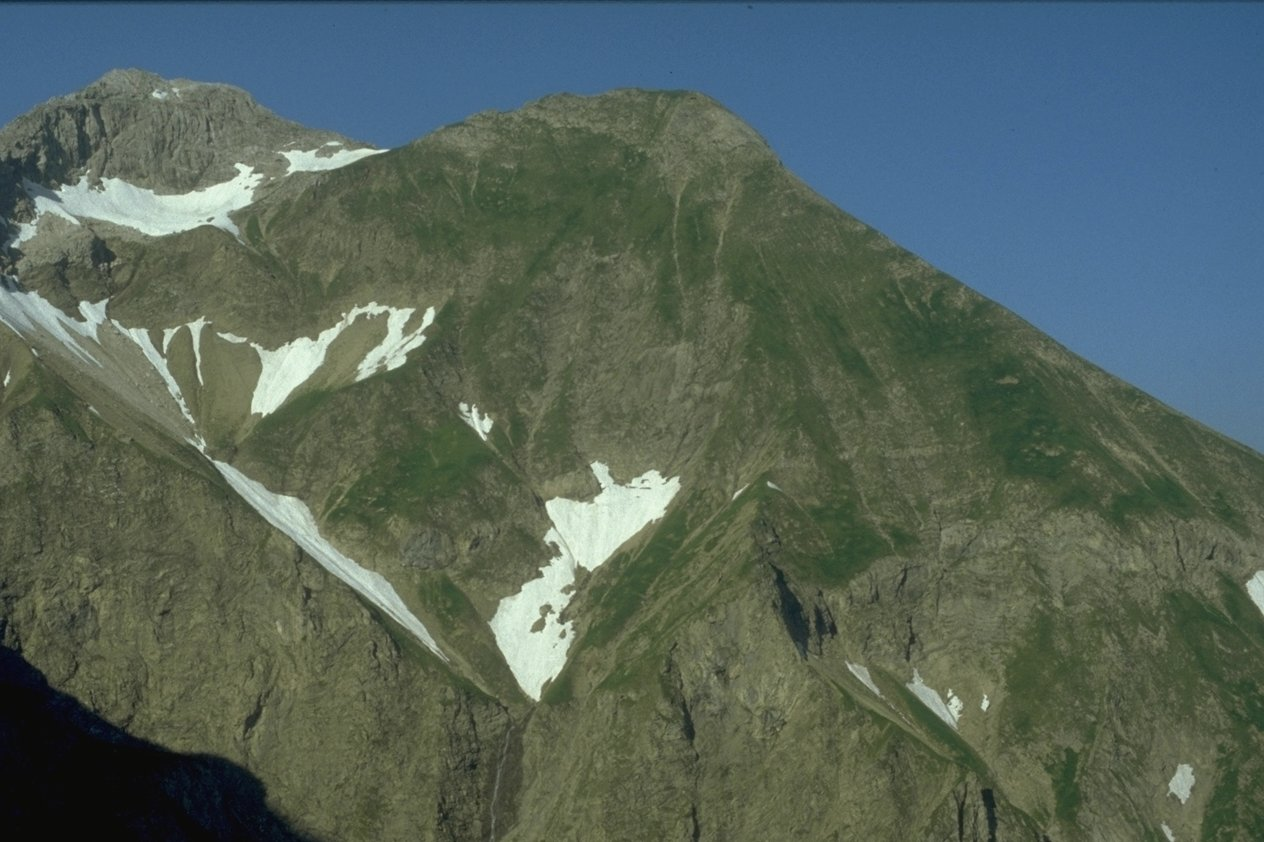
Linkerskopf (Allgäuer Alpen, 2459 m)
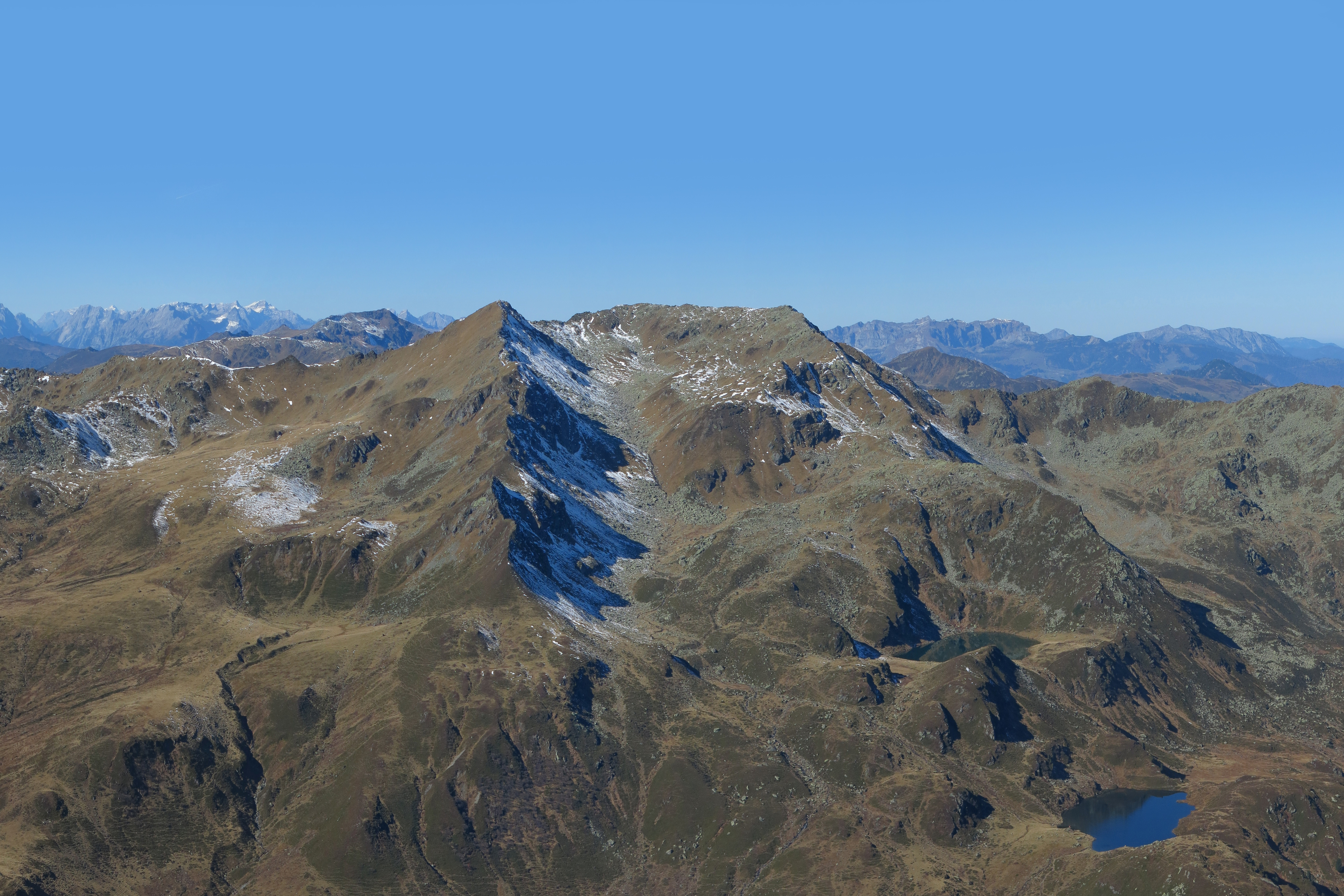
Schafsiedel (Kitzbüheler Alpen, 2447 m)
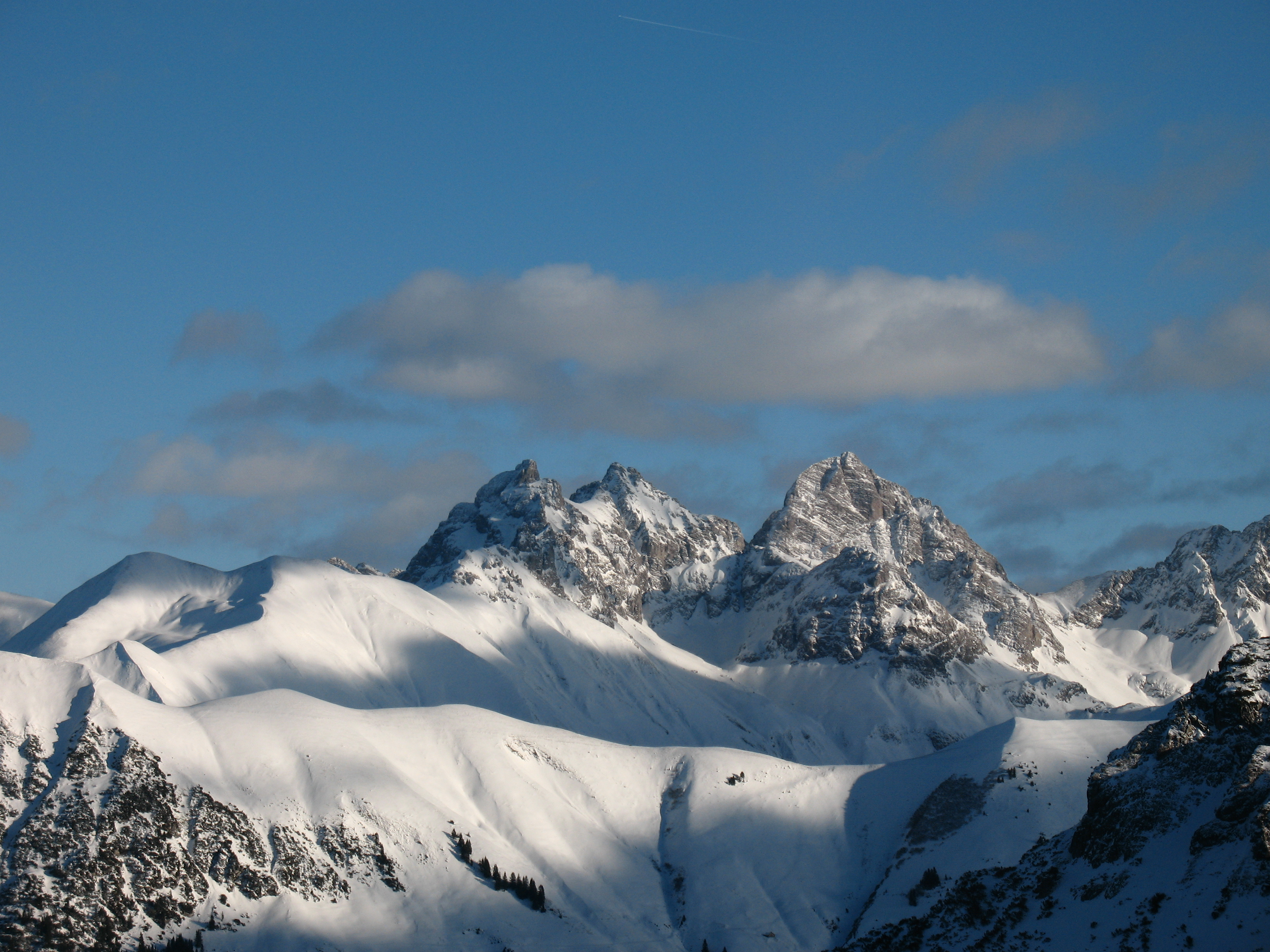
Schneebedeckter Fürschießer (Allgäuer Alpen, 2271 m, links) in scharfem Kontrast zum felsigen Großen Krottenkopf (2656 m, rechts)